# Episodi di Sydney to the Max (prima stagione)
La prima stagione di Sydney to the Max è in onda in prima visione assoluta dal 25 gennaio 2019 negli Stati Uniti su Disney Channel e dal 9 giugno in Italia.
| nº | Titolo originale                   | Titolo italiano                                 | Prima TV USA     | Prima TV Italia  |
| -- | ---------------------------------- | ----------------------------------------------- | ---------------- | ---------------- |
| 1  | Can't Dye This                     | Cambio look                                     | 25 gennaio 2019  | 9 giugno 2019    |
| 2  | Who Let the Dogs In?               | Che entrino i cani                              | 1º febbraio 2019 | 9 giugno 2019    |
| 3  | The Parent Track                   | La pista del genitore                           | 8 febbraio 2019  | 7 luglio 2019    |
| 4  | Adventures in Babe-Sitting         | Avventure in baby sitting                       | 22 febbraio 2019 | 14 luglio 2019   |
| 5  | Shaved by the Bell                 | Il coraggio di depilarsi                        | 1º marzo 2019    | 21 luglio 2019   |
| 6  | I Know What You Did Last Sleepover | So cosa hai fatto al pigiama party              | 8 marzo 2019     | 28 luglio 2019   |
| 7  | Good Grade Hunting                 | A caccia di voti                                | 15 marzo 2019    | 4 agosto 2019    |
| 8  | You've Got Female                  | Proposta femminista                             | 22 marzo 2019    | 11 agosto 2019   |
| 9  | The Lyin' King                     | Le bugie hanno le gambe corte                   | 29 marzo 2019    | 18 agosto 2019   |
| 10 | Caved & Confused                   | Il covo per ragazze                             | 5 aprile 2019    | 25 agosto 2019   |
| 11 | Can't Hardly Date                  | La freccia di Cupido                            | 12 aprile 2019   | 6 ottobre 2019   |
| 12 | Little Shop of Reynolds            | La piccola bottega dei Reynolds                 | 19 aprile 2019   | 13 ottobre 2019  |
| 13 | Dude, Where's My Car Wash Money?   | Amico, dove sono i soldi del mio lavaggio auto? | 26 aprile 2019   | 20 ottobre 2019  |
| 14 | Ad Bad as She Gets                 | Amici per sempre                                | 18 giugno 2019   | 27 ottobre 2019  |
| 15 | There's Something About Zach       | A proposito di Zach                             | 25 giugno 2019   | 3 novembre 2019  |
| 16 | Nuthin' but a Dance Thang          | Nient'altro che un ballo                        | 2 luglio 2019    | 10 novembre 2019 |
| 17 | Never Been Pierced                 | La tradizione di famiglia                       | 9 luglio 2019    | 17 novembre 2019 |
| 18 | Nightmare on Syd Street            | Indietro nel tempo                              | 16 luglio 2019   | 24 novembre 2019 |
| 19 | Mo' Grandmas Mo' Problems          | Più nonne, più problemi                         | 16 luglio 2019   | 1º dicembre 2019 |
| 20 | Dancin' the Vida Loca              | Non mollare mai                                 | 23 luglio 2019   | 8 dicembre 2019  |
| 21 | How Sydney Got Her Phone Back      | Come Sydney riebbe il suo telefonino            | 23 luglio 2019   | 15 dicembre 2019 |